# Kurt Pomme
Kurt Pomme, född 14 februari 1899 i Witaschütz, Provinsen Posen, död efter 1945, var en tysk SS-Obersturmbannführer och överstelöjtnant i Schutzpolizei. Han var från 1934 till 1941 adjutant åt Reinhard Heydrich.

## Biografi
Efter första världskriget fick Pomme anställning inom den tyska polisen. I mars 1933 befordrades han till löjtnant inom Landespolizei och kom att bli en av Hermann Görings medarbetare.
I november 1934 blev Pomme adjutant åt Reinhard Heydrich, dåvarande chef för Gestapa och Sicherheitspolizei. Enligt några källor låg Göring själv bakom Pommes utnämning till adjutant, då han ville ha en pålitlig person som kunde underrätta honom om Heydrichs planer och aktiviteter. Som chef för Heydrichs adjutantur hade Pomme i uppgift att upprätthålla kontakten mellan Gestapa och de olika delstats- och riksministerierna, i synnerhet Preussens statsministerium, där Göring var ministerpresident. Därutöver var Pomme sambandsman med Abwehr. Heydrich lyckades dock begränsa Görings insyn i Gestapa genom att främst tilldela Pomme representativa uppgifter.
År 1939 utnämnde Heydrich Pomme jämte Herbert Mehlhorn, Werner Best, Wilhelm Albert och Walter Schellenberg till direktorer för Nordhav-Stiftung, som förvaltade SS:s fastighetsbestånd.
I december 1941 avslutade Pomme sin tjänstgöring som Heydrichs adjutant och utsågs till SS- und Polizeistandortführer i Vinnitsa i det av Tyskland ockuperade Ukraina; denna post innehade han till och med mars påföljande år.